# Dora Russell

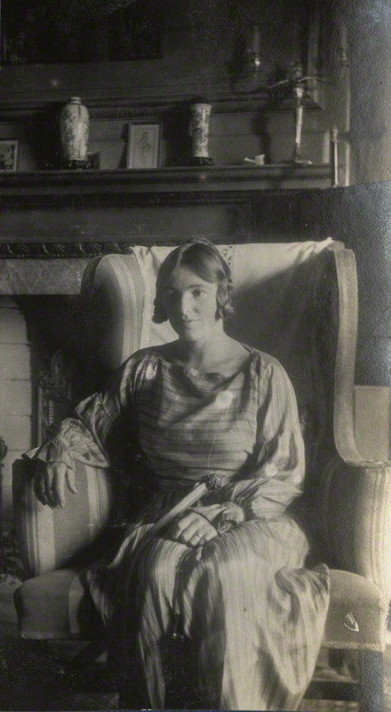
Dora Russell (1922)

Dora Russell, nascida Dora Black (3 de abril de 1894 - 31 de maio de 1986), foi uma escritora inglesa, feminista e socialista, e a segunda esposa do filósofo Bertrand Russell.